# The Eyes of Laura Mars
Em 2006 a banda decide voltar aos estúdios Generator, novamente com Vegeta, para gravar mais 3 temas e assim juntar aos restantes, com o objectivo de editarem o seu primeiro MCD intitulado "The Eyes of Laura Mars". O resultado final foram 9 poderosos e emocionais temas que deixavam antever aquele que seria o primeiro álbum da carreira dos OHS. O álbum tem nove temas e é um mergulho disperso por entre as correntes mais revoltas do rock – outras, nem por isso. Não, também não é assim tão simples. Na verdade, a facilidade com que o sexteto sadino viaja durante o seu disco do pop ao metal - sem perder uma certa coesão interna – é simplesmente assustadora; o mesmo se passa quando viajam do emocore ao screamo - nada de estranho – ou do rock ao clássico de “Outro” – um pouco mais estranho. A forma desbragada e desinibida com que os One Hundred Steps o fazem, deixa-nos geralmente – e positivamente – alerta. O que os One Hundred Steps fizeram em “The Eyes of Laura Mars”- e que muitas vezes resulta mal – foi juntar um leque de influências – e tendências – num mesmo caldeirão; mexeram bem, tocaram melhor e serviram o repasto com um requinte suficiente para nos convencer, viajando em poucos minutos.

## Faixas
| N.º | Título                                    | Duração |  |
| 1.  | "Intro"                                   | 1:03    |  |
| 2.  | "Falls Into Nothing"                      | 2:58    |  |
| 3.  | "Based On a True Story"                   | 3:57    |  |
| 4.  | "A Voice In The Wind, A Moan In The Dark" | 0:31    |  |
| 5.  | "It's Not a Drama...It's Routine"         | 3:46    |  |
| 6.  | "Your Veins"                              | 2:11    |  |
| 7.  | "Laura Mars"                              | 3:27    |  |
| 8.  | "June In Luna"                            | 2:52    |  |
| 9.  | "Outro"                                   | 2:47    |  |

## Formação
- Paulino - Vocais
- Gonçalo Tomas - Guitarra/Vocais
- João Tomas - Guitarra
- Kasin - Baixo
- Kauita - Teclado
- Raminhos - Bateria